# Imenovalnik
Imenoválnik ali nóminativ je prvi sklon oziroma sklon, s katerim poimenujemo stvari, bitja in pojme okoli sebe. Po njem se vprašamo z vprašalnico kdo ali kaj. Imenovalnik je dobesedni prevod latinske besede nominativus, torej 'sklon, ki poimenuje'. Je sklon osebka in povedkovega določila. V slovenščini je prevzel tudi vlogo zvalnika; zadnje ostanke zvalnika v slovenščini zasledimo na prelomu 17. in 18. stoletja.

### Raba imenovalnika v slovenščini
V slovenščini imenovalnik v stavku izraža:
- osebek: Čudni časi so prišli. – Pri oknu je bila miza.
- povedkovo določilo: Hrast je drevo. – Hrast je zelen.
- prisamostalniški ujemalni prilastek: ptica pevka, človek žaba – temen oblak.
- pristavek osebka ali povedkovega določila: Ivan Cankar, naš veliki pisatelj. – To je on, Cankar.
- imenovalni prilastek: hotel Turist, stanuje v hotelu Turist. (Tak imenovalnik se ne ujema s svojo odnosnico in ga imenujemo imenovalni imenovalnik.)
- povedkov prilastek: Sin se je od vojakov vrnil možak. – Sava teče motna.
- zvalnik: Prinesi mi vodo, prijatelj. (Tak imenovalnik imenujemo ogovorni imenovalnik).
- izpostavljeni osebek: Janez, ta pa zna.
- jedro neglagolskega enojedrnega stavka: Mir. – Tišina! – Kakšna lepota!
- medmet: Bog nebeški! – Strela vendar.